# Junköns naturreservat
Junköns naturreservat är ett naturreservat i Luleå kommun i Norrbottens län.
Området är naturskyddat sedan 2021 och är 228 hektar stort. Reservatet omfattar delar av ön Junkön och består av tallhedar, små myrar, orörda stränder och skog.  